# Liste der Biografien/Noi
Liste der Biografien |
Portal Biografien |
Personensuche
# |
A |
B |
C |
D |
E |
F |
G |
H |
I |
J |
K |
L |
M |
N |
O |
P |
Q |
R |
S |
T |
U |
V |
W |
X |
Y |
Z |
?
 
Na |
Nb |
Nc |
Nd |
Ne |
Nf |
Ng |
Nh |
Ni |
Nj |
Nk |
Nl |
Nm |
Nn |
No |
Nr |
Ns |
Nt |
Nu |
Nv |
Nw |
Nx |
Ny |
Nz
 
Noa |
Nob |
Noc |
Nod |
Noe |
Nof |
Nog |
Noh |
Noi |
Noj |
Nok |
Nol |
Nom |
Non |
Noo |
Nop |
Nor |
Nos |
Not |
Nou |
Nov |
Now |
Nox |
Noy |
Noz
Die Liste der Biografien führt alle Personen auf, die in der deutschsprachigen Wikipedia einen Artikel haben. Dieses ist eine Teilliste mit 27 Einträgen von Personen, deren Namen mit den Buchstaben „Noi“ beginnt.

## Noi
- Noi, Reece (* 1988), britischer Schauspieler

### Noic
- Noica, Constantin (1909–1987), rumänischer Philosoph und Publizist
- Noichl, Hias (1920–2002), österreichischer Skilangläufer, Bergsteiger und Bergführer
- Noichl, Maria (* 1967), deutsche Politikerin (SPD), MdL a. D., MdEP

### Noid
- noid (* 1970), österreichischer Improvisationsmusiker, Komponist und Klangkünstler

### Noin
- Nōin (988–1058), japanischer buddhistischer Mönch

### Noir
- Noir, Jim (* 1982), englischer Sänger
- Noir, Kira (* 1994), US-amerikanische Pornodarstellerin
- Noir, Thierry (* 1958), französischer Maler
- Noir, Victor (1848–1870), französischer Journalist
- Noiré, Ludwig (1829–1889), deutscher Philosoph und Gymnasiallehrer
- Noireaut, Léon (* 1886), französischer Maler
- Noirenaeus, antiker römischer Toreut
- Noiret, Hippolyte (1864–1888), französischer Mittelalterhistoriker
- Noiret, Irene de (1896–1984), ungarisch-deutsche Kabarettistin und Chansonsängerin
- Noiret, Joseph (1927–2012), belgischer Maler und Poet
- Noiret, Philippe (1930–2006), französischer SchauspielerPhilippe Noiret (1930–2006)

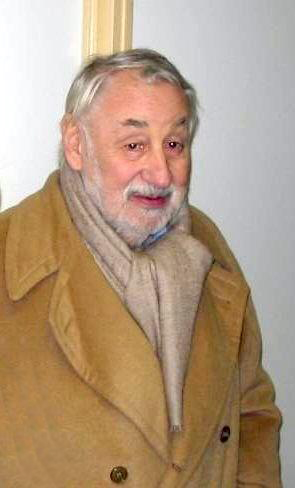
Philippe Noiret (1930–2006)

- Noiret, Roger (1895–1976), französischer Offizier, zuletzt Armeegeneral
- Noirot, Monique (* 1941), französische Leichtathletin

### Nois
- Noisestorm (* 1995), irischer DJ und Musikproduzent
- Noisetime, deutscher DJ und Produzent
- Noisette, Louis Claude (1772–1849), französischer Rosenzüchter

### Noiv
- Noiville, Florence (* 1961), französische Journalistin, Literaturkritikerin und Schriftstellerin

### Noiz
- Noize Generation (* 1992), russisch-deutscher Musikproduzent, DJ und Remixer im Bereich der Electro-, House- und Dance-Musik
- Noize MC (* 1985), russischer Rapper, Schauspieler und Aktivist
- Noize Suppressor, italienischer Hardcore-DJ
- Noizy (* 1986), albanischer Rapper